# سالومه ام‌سی
سالومه ام‌سی (به انگلیسی: Salome Mc) رپر، ترانه‌نویس، آهنگ‌ساز، تهیه‌کننده موسیقی و هنرمند چندرسانه‌ای ایرانی است. او اولین خواننده زن در حوزه رپ فارسی است. او از سال ۲۰۰۲ (۱۳۸۱) فعالیت خود را شروع کرد و تاکنون مشغول به‌کار بوده است. ترانه‌های او، ترکیبی از موضوعات سیاسی، اجتماعی و شخصی را در بر می‌گیرند. سالومه خود را «غیر سیاسی» می‌خواند و در مصاحبه‌های خود بر این تأکید دارد که اشعارش را براساس درگیری‌های شخصی می‌نویسد. سالومه از سوی Mtv جزو پانزده رپر غیر انگلیسی زبان معرفی شده است. و نامش در مجله time به عنوان یکی از رپرهای برتر غیرآمریکایی درج شده است. وی کارگردانی و تدوین موزیک ویدئوها خود را نیز برعهده دارد و پروژه‌های صوتی و تصویری او در جشنواره‌ها و نمایشگاه‌های متعدد دنیا ازجمله بینال ونیز نمایش داده است.

## فعالیت موسیقی
سالومه در سال ۱۳۷۹، وقتی شانزده سال داشت، از طریق بلاگی که در مورد رپ می‌نوشت، با یکی از معدود رپرهای آن دوره، هیچ‌کس، آشنا شد. این آشنایی به همکاری روی آهنگ «چشم‌ها رو من» انجامید و به این ترتیب نام او به عنوان اولین رپر زن ایران در تاریخ ثبت شد. بعد از «چشم‌ها رو من»، سالومه آهنگ «هجو شماره یک» را منتشر کرد که نه تنها اولین آهنگ تکی یک زن در رپ فارسیست، بلکه اولین آهنگ فلسفی در این سبک است. بعد از آن مدتی روی آهنگ‌های تکی متعدد کار کرد و آن‌ها را از طریق اورکات و مای‌اسپیس پخش کرد. در سال ۲۰۰۶ بود که اولین آلبومش را به همکاری شیرعلی (رپر ایرانی/آلمانی) با عنوان «هذیان» بیرون داد. همه آهنگ‌های این آلبوم به زبان فارسی و آلمانی هستند. آهنگ «مأیوس نشو» از این آلبوم در مسابقه موسیقی زیرزمینی تهران اونیو، رتبه چهارم را آورد.
پس از فارغ‌التحصیلی از دانشگاه، سالومه در کارخانه پوشاکی در بندر انزلی به عنوان طراح مشغول به کار شد، و در سال ۲۰۰۹، میکس تیپی را از تک آهنگ‌های متعدد خود به نام «هبوط» بیرون داد که توجه زیادی را جلب کرد و او را در فینالیست‌های جایزه قرار داد و همچنین جایزه را از آن او کرد. آهنگ «شک» از این میکس تیپ نیز رتبه اول را در کاتگوری هیپ‌هاپ مسابقه تهران اونیو کسب کرد. آهنگ‌های «درد مزمن من» و «سبز شدیم در این خاک» که پس از انتخابات ۸۸ منتشر کرد توجه زیادی را از رسانه‌های خارجی جلب کرد و در روزنامه‌هایی چون گاردین وی معرف هیپ هاپ فارسی در جهان شد. در همان سال سالومه از شغلش استعفا داد و با دریافت بورسیه تحصیلی از دولت ژاپن، برای تحصیل کارشناسی ارشد به ژاپن رفت. در این سال هنرمندان زیادی از ایران خارج شدند و به همین دلیل برخی از رسانه‌ها دلیل رفتن سالومه را نیز سیاسی دانستند، ولی سالومه بارها تأکید کرد که هنگام خروج قصد برگشتن داشته و حتی با دانشگاه الزهرا صحبت کرده بود که پس از بازگشت به عنوان استاد مشغول به کار شود. پس از تحصیل هنرهای صوتی و تصویری در ژاپن، سالومه به عنوان ویدئو آرتیست شروع به فعالیت کرد و آثارش را در فستیوال‌ها و نمایشگاه‌های کشورهای متعدد، از جمله بینال ونیز و فستیوال فیلم سانتا فه به نمایش گذاشت.
در سال ۲۰۱۳ آلبوم سوم سالومه به نام «هستم رسماً» بیرون آمد که اولین آلبوم تکی از یک رپر زن ایرانی است. این مجموعه اولین آهنگ انگلیسی وی به عنوان «روایت سالومه» و اولین آهنگ رپ/متال به همکاری فردریک سادرلاند سوئد را شامل می‌شود. ویدئوی آهنگ «شاه مست و شیخ مست» با سخنرانی از سید محمود طالقانی و شعری از ملک الشعرای بهار در همخوان، به عنوان اولین آهنگ از آلبوم سوم سالومه «هستم رسماً» و به کارگردانی سالومه پخش شد و به زودی در میکس تیپ: آهنگ‌های آزادی برای ایران قرار گرفت. سحر سرشار، فیلم‌ساز ایرانی-آمریکایی در اکتبر ۲۰۱۳ پروژه کیک استارتری را برای تهیه مستندی در مورد سالومه، اولین رپر زن ایران آغاز کرد و پس از جمع‌آوری بودجه لازم، به ژاپن سفر کرد. در حال حاضر این پروژه در مرحله ادیت است. او همچنان موزیک ویدئوی بعدی از این آلبوم، «بهای رهایی» را کارگردانی کرد و این ویدئو نام سالومه را در رسانه‌های جهانی چون ام‌تی‌وی و مجله تایم قراد داد.
او در سال ۹۳ سالومه به دعوت سواچ یه شانگهای رفت و در آنجا آهنگ و ویدئوی «خلأ» را به همکاری هنرمند آمریکایی دان پورچلا تهیه کرد. این ویدئو سال بعد در نمایشگاه بین‌المللی بینال ونیز به نمایش گذاشته شد.
پروژه ۱+۱ که همکاری سالومه ام‌سی در آهنگ «مسافر» را میسر نمود در تابستان ۱۳۹۳ در هونولولوی هاوایی اتفاق افتاد. فیلم کوتاه، پادکست و مقاله‌های متعددی در مورد این پروژه منتشر شدند که فرایند آهنگسازی سالومه را حکایت می‌کنند.
سالومه آلبوم خودساخته‌اش «ناخوشاگاه» را در استودیوی خانگی‌اش در شهر سیاتل تهیه و در تابستان ۱۳۹۶ منتشر کرد. این آلبوم اولین آلبوم رپ فارسی به آهنگسازی یک زن می‌باشد و به واسطه آن بود که در خرداد ۱۳۹۷ جایزه مؤسسه آرتیست تراست و بعد از آن بورسیه «اتحاد تهیه» را به خود اختصاص داد. سالومه آهنگ‌های این آلبوم را برای اولین بار در فستیوالی در نروژ اجرا کرد. از آلبوم «ناخوشاگاه»، ویدئوهای «رسوا» (۱۳۹۶) و «معما»(۱۳۹۷) به کارگردانی سالومه و ویدئوی «پینه»(۱۳۹۷) پیشگام هنر خیابانی در خاورمیانه انتشار یافت. سالومه در مورد این آلبوم می‌گوید: «ناخوشاگاه زمینه فلسفی داره، درسته؛ ولی فضای اساطیری هم داره. فضای مخدوش و هرج و مرج هم داره. فضای عرفانی هم داره. این که موفق بودم در القای این فضاها و ایجاد پیوند با شنونده، شنوده جوابگوشه. من خودم کاری را کردم که می‌خواستم. استفاده از کلمات متنوع که دید شنونده را باز کنه برای من خیلی لذت بخش است. وقتی مثلاً میام از کلمه کلبی استفاده می‌کنم فانتزیم اینه که دختر پسر شونزده ساله ای که آشنایی با این کلمه نداره می ره سراغش و درباره‌اش می خونه. من در اون سنین اطلاعات جدید را مثل اسفنج جذب می‌کردم و همه اش دنبال مفاهیمی بودم که در فهمیدن خودم و زندگی و دنیا مرا یاری بدن.»
در تیرماه ۱۳۹۸ سالومه اولین آهنگ خود بعد از زایمان فرزند پسرش به نام «۳» را ارائه داد که به همراه مقاله‌ای به نام «اضطراب، بیگانگی و کنترل» منتشر گردید. سالومه اکنون به عنوان تهیه‌کننده صدا و تصویر در استودیو کار می‌کند و همچنین آموزش شعرنویسی و بیت‌سازی را به بچه‌های مناطق محروم شهرسیاتل می‌دهد.

### پیام‌های حقوق زنان در ترانه‌ها
سالومه ام‌سی از اوایل دههٔ ۱۳۸۰ با تک‌آهنگ «The Price of Freedom» (۱۳۸۳) «آزادی» را برابرِ «مالکیتِ بدن» قرار داد و در گفت‌وگو با بی‌بی‌سی فارسی ازدواج زیر سیزده سال را «بردگی مدرن» خواند.  
پس از او، رپرهایی چون غوغا و جستینا با اشعاری دربارهٔ خشونت خانگی، تبعیض قانونی و حق پوشش، رپ فارسی را به حوزهٔ فمینیسم بردند.  
در خیزش «زن، زندگی، آزادی» (۱۴۰۱) تک‌آهنگ «برای خواهرم» از جستینا طی ۲۴ ساعت بیش از سه میلیون بار در تلگرام و اسپاتیفای پخش شد و به هشتگ «#مهسا_امینی» بُرد جهانی بخشید.  
منتقد موسیقی محسن نامجو این موج را «نقطهٔ عطفی که نشان می‌دهد رپ فارسی می‌تواند زبان آزادی زنان باشد» توصیف کرده‌است.

### فلسفه
سالومه همیشه تأکید داشته که چالش‌هایی که به عنوان رپر در جامعه وجود ایران دارد فقط به جنسیت او مربوط نمی‌شود. «شاید من اولین دختری بودم که برای رپ خواندن پا در استودیو گذاشت، ولی اطرافیانم پس از گذراندن حیرت اولیه اکثراً مرا تشویق می‌کردند. اهمّ چالش‌هایی که در جامعه ما حضور داشت برای رپرهای مرد هم مطرح بود و هست. البته نظرات آلوده به تبعیض جنسی که از نادانی سرچشمه می‌گیرند را تا حدی همیشه باید تحمل کنیم ولی این یک مشکل جهانی هست. خوشبختانه من توانستم در طول سال‌ها شنوندگانی داشته باشم که شاید از نظر کمیت زیاد نباشند ولی همه دارای عقل سلیم‌اند و دور از این نوع رفتارها هستند. وی از توجه سطحی‌ای که رسانه‌های خارجی به خاطر «اولین رپر زن ایران» بودنش نشان می‌دهند نیز ناراضی است و می‌گوید: «ولی چیزی نگذشت که فهمیدم حکایت من فقط تا جایی که با روایت این رسانه‌ها هم راستا باشد، ارزش بیانی دارد و هرچیزی که در چشم‌انداز از پیش تعیین شده آنها نگنجد، نادیده گرفته شده و حذف خواهد شد. ارزش خبری من رابطه مستقیم با جنسیت و ملیتم دارد و هرچیز که من را فرای یک زن و یک ایرانی، به عنوان یک انسان و یک شهروند دنیا روایت کند، سزاوار راه یافتن به نسخه نهایی خبر را ندارد.»
او همچنین اعتقاد دارد که هیپ هاپ می‌تواند ابزاری برای قدرت بخشی باشد و می‌گوید: «هیپ هاپ فقط یک ابزار است مانند آموزش و پرورش، می‌توان آن را برای آگاهی‌بخشی انسان در مورد حقوق و موقعیت اش به کار برد تا متوجه توانایی‌های بالقوه خود شود و در آخر، قدرتمندتر شود… فکر می‌کنم تغییر آرام و به صورت محلی صورت می‌گیرد و در نتیجه ترجیح می‌دهم به جای شعار دادن و داد زدن، تجربه‌های خودم را به استعاره بیان کنم و امیدوار باشم الهام‌بخش یکی دو نفر باشم.» در جای دیگر می‌گوید که نظرش در مورد هیپ هاپ در طول سال‌ها تغییر کرده و دیگر مثل گذشته سخت گیر نیست: «هیپ هاپ یه ابزاره مثل همه ابزارهای بیانی دیگه. می شه به هر نحوی استفاده‌اش کرد و بستگی به استفاده‌کننده‌اش داره که چه کسیه، کجاست، هدفش چیه؟ حتی خود یک نفر می تونه در دوره‌های مختلف برداشت‌های مختلف داشته باشه و نحوه استفاده اش از هیپ هاپ تغییر کنه. خود من، نحوه شعرگویی‌ام دوره‌های متعدد داشت، چون خود زندگیم دارای مراحل مختلف بود. به نظرم مخصوصاً در دنیای امروز ارتباطی و فردگرایی نمی شه هیچ ابزار بیانی ای رو محدود کرد، هر شخصی می تونه تعاریف و برداشت خودش رو داشته باشه.»
سالومه شاید یکی از زیرزمینی‌ترین هنرمندان ایرانی باشد و در مصاحبه‌ای اشاره می‌کند که حتی اگر دولت ایران مشکلی با هیپ هاپ نداشت، او همچنان فعالیت زیرزمینی خود را خواهد داشت و معتقد است که هنری که بخواهد روی زمین باشد، مجبور است با سیستم‌های متعددی بسازد و در نتیجه محدود شود. در جواب سؤالی مربوط به اینکه آیا اگر حکومت اجرای هیپ هاپ را آزاد کند رپر کمتر سیاسی خواهند بود، گفته است: «فکر می‌کنم آنهایی که از نظر اجتماعی آگاه هستند کار خود را ادامه خواهند داد و کسانی که از وقایع اجتماعی/سیاسی سوءاستفاده کردند تا توجه‌ها را جلب کنند، راه‌های دیگری را برای مطرح کردن خود خواهند یافت.» سالومه دلیل دور ماندنش از حاشیه‌های صحن موسیقی ایران نیز چنین توضیح می‌دهد: «وقتی من رپ کردن را شروع کردم جامعه رپ فارسی‌ای وجود نداشت، من و چند نفر دیگر چون با رپ جهانی و خصوصاً آمریکایی خو گرفته بودیم، دوست داشتیم به زبان خودمان این سبک را اجرا کنیم و از دغدغه‌های خودمان بگوییم. فعالیت هیپ‌هاپی من همچنان با این ایده مستقل ادامه دارد. در این میان، این جامعه رپ فارسی که می‌گویید به‌طور جداگانه شکل گرفت و به نظر می‌آید اگر کسی بخواهد حالا فعالیت در سبک هیپ‌هاپ را شروع کند، باید به نحوی خود را جزو این جامعه بداند. نمی‌دانم چرا. من کارم را می‌کنم. نمی‌دانم کی جزو کدام گروه است و کی از کی خوشش می‌آید و کی با کی دعوا دارد. تجربه من این بوده که هروقت سخن از جامعه رپ ایرانی می‌شود، موضوع حاشیه‌ای است و من از حاشیه‌ها خوشم نمی‌آید.»
سالومه در مورد بخش «ام سی» نامش نیز چنین توضیح می‌دهد: «برای من از اوایل به‌طور غریزی این احساس وجود داشت که رپر بودن جنبه سرگرم‌کنندگی و تأثیر لحظه‌ای و «دستا بالا» ی بیشتر داره و ام.سی. کسیه که روی شعر و محتوا و تأثیر دراز مدت تأکید داره. شاید بشه گفت رپر بیشتر به عضلات خطاب می‌کنه و ام.سی. به سلولهای مغز. البته هیچ خط معینی وجود نداره و خیلی از ام.سی. ها رپر هستند و خیلی از رپرها ام.سی.»
پس از دریافت بورسیه تحصیلی از دولت ژاپن، سالومه در سال ۲۰۱۰ به ژاپن مسافرت و فوق لیسانس خود را در زمینه هنرهای صوتی/تصویری دریافت کرد. وی در زمینه تجربه‌اش در ژاپن می‌نویسد: «توانستم به درک عمیق‌تری از موسیقی برسم و راه‌های جدیدی که برای بیان سبک جدید زندگی ام من را خوشبخت تر می‌کند بیابم: دور از زندگی شهری و نزدیک تر به طبیعت.»

## آهنگ چشمارو من از سالومه و سروش هیچ‌کس
این اثر در سال ۱۳۸۲ یعنی نقطه آغازین موسیقی زیرزمینی منتشر شد به همراهی هیچ‌کس که شروعی جدید در رپ فارسی و موسیقی زیرزمینی ایران بود که این دو هنرمند باعث شدند رپ به سمت بازخوانی آثار خوب و تاپ کشیده شود همچنین رسانه‌های هیپ هاپی خارجی درمورد اولین آرتیست‌های رپ فارسی از هیچ‌کس و سالومه این اثر در رپ فارسی یاد کنند. این اثر جز اولین ترک‌های رپ فارسی به یاد می‌آید که یه نوع سبک جدید بود در زمانی که آهنگساز و امکاناتی نبود که رپرهای ایرانی برای تولید آثار خود از ان استفاده کنند.

## پروژه تاروپود

تاروپود

پروژه تاروپود در سال ۲۰۱۴ تولید و منتشر شد که با همکاری یکی از رپرهای با استعداد به نام کوهسار شکل گرفت. این اثر تا به حال بیشترین بازخورد را نسبت به دیگر آثار منتشر شده این هنرمند داشته است. این پروژه تا به حال از طرف چند کارگردان آمریکایی پیشنهاد موسیقی متن فیلمی را داشته و به‌صورت اختصاصی در کانال یوتیوب و صفحه ساندکلاد رسمی ایشان جای گرفته است. مضمون کار سیاسی و اجتماعی می‌باشد توصیف‌های بسیاری در این اثر می‌توان مشاهده کرد. قسمت اول این اثر در مورد درد مزمن سالومه که در چندین مصاحبه و حتی آثار دیگر این هنرمند به ان اشاره شده به شعر درآمده و به‌صورت فلسفه زندگی یک خواننده زیرزمینی به خط درآمده است. در توضیح کوهسار در مورد آهنگ تاروپود صحبت جالبی گفته شده که این آهنگ موزیک و همچنین شعرش چندین مرتبه تغییر کرده و بازبینی شده به طوری که و ۶ ماه طول کشیده که تدوین و تهیه نهایی شود که در نوع خودش جالب و به گفته خود سالومه با عرق پیشانی تهیه شده است که بسیار هم مورد توجه مخاطبین این دو هنرمند قرار گرفت.

## مقاله‌ها
سالومه تا به حال دو مقاله شخصی به زبان‌های فارسی و انگلیسی منتشر کرده است. اولین مقاله او با عنوان «چهره‌ای دیگر سانسور» در سایت بنیاد سیامک پورزند منتشر شد که در آن از توجه جهت‌دار و سطحی‌ای که رسانه‌های غربی به او نشان می‌دهند سخن می‌گوید: «... فهمیدم حکایت من فقط تا جایی که با روایت این رسانه‌ها هم راستا باشد، ارزش بیانی دارد و هرچیزی که در چشم‌انداز از پیش تعیین شده آنها نگنجد، نادیده گرفته شده و حذف خواهد شد. ارزش خبری من رابطه مستقیم با جنسیت و ملیتم دارد و هرچیز که من را فرای یک زن و یک ایرانی، به عنوان یک انسان و یک شهروند دنیا روایت کند، سزاوار راه یافتن به نسخه نهایی خبر را ندارد.»
مقاله دوم او «اضطراب، بیگانگی و کنترل» در تیر ماه ۱۳۸۹ به همراه آهنگ «۳» در سایت بیدارزنی انتشار پیدا کرد. این مقاله به رابطه سالومه با ذهن و بدن خود پس از زایمان می‌پردازد.

## فعالیت‌های دیگر
سالومه همچنین به عنوان اولین زن گرافیتی کار ایران شناخته شده است. ولی از این لقب راضی نیست و می‌گوید: «گرافیتی را ۱۰–۱۱ سال پیش کار می‌کردم ولی کارهام خیلی ابتدایی موندند و ادامه ندادم. مشکل این بود که برای گرافیتی کار کردن در جاهایی که واقعاً تأثیر گذار بودند باید نصف شب کار می‌کردیم و من باید ۹ شب خونه می‌بودم. برای رپ کردن با قوانین خانواده‌ام درگیر شدم ولی برای گرافیتی نشدم. این نشون می ده که گرافیتی اونقدر هم برام مهم نبود.»
وی در زمینه هنر معاصر و ویدئو آرت/ساند آرت نیز فعالیت دارد و در گالری‌ها و موزه‌های متعدد دنیا نمایشگاه‌های متعددی داشته است. آهنگ‌هایی چون «مسخ» و «فلک»(به انگلیسی: Eternal Return) که به عنوان موسیقی متن ویدئوهای خود ساخته است، مورد استقبال شنوندگان هیپ هاپ نیز قرار گرفته است.

## ترانه‌شناسی

### آلبوم‌های استودیویی
- هذیان (۱۳۸۵)
- هبوط (۱۳۸۸)
- هستم رسماً (۱۳۹۲)
- ناخوشاگاه (۱۳۹۶)

### تک‌آهنگ‌های برگزیده
| آهنگ            | رپ کن                                               | سال انتشار | آهنگ ساز           |
| --------------- | --------------------------------------------------- | ---------- | ------------------ |
| چشما رو من      | سالومه (با همراهی هیچ‌کس)                            | ۱۳۸۲       | بیت توپاک (ریمیکس) |
| مأیوس نشو       | سالومه (با همراهی شیرعلی)                           | ۱۳۸۲       | ---                |
| تقصیر من        | سالومه (با همراهی تهم)                              | ۱۳۸۶       | تهم                |
| یه زن           | سالومه (با همراهی فردین)                            | ۱۳۹۱       | ---                |
| مرض عشق         | سالومه ام‌سی (با همراهی فردریک سادرلاند              | ۱۳۹۲       | فردریک سادرلاند    |
| بهای رهایی      | سالومه ((رپر آمریکایی)                              | ۱۳۹۲       | X                  |
| هیچ انقلابی     | سالومه (با همراهی وپن اکس (رپ آمریکایی)             | ۱۳۹۲       | X                  |
| شاه مست شیخ مست | سالومه (با همراهی آیت ال.. طالقانی                  | ۱۳۹۲       | آرمان دنیز         |
|                 | سالومه (با همراهی)                                  | ۱۳۹۳       |                    |
| خلاء            | سالومه ام‌سی)                                        | ۱۳۹۳       | سالومه ام‌سی        |
| تارو پود        | سالومه (با همراهی کوهسار)                           | ۱۳۹۴       | ---                |
| زامبی           | سالومه (با همراهی رپرهای خاورمیانه؛ ای و سئون کوتی) | ۱۳۹۴       |                    |
| مسافر           | سالومه ام‌سی (با همراهی)                             | ۱۳۹۴       | سالومه ام‌سی        |
| رسوا            | سالومه ام‌سی                                         | ۱۳۹۵       | سالومه ام‌سی        |
| پینه            | سالومه ام‌سی                                         | ۱۳۹۶       | سالومه ام‌سی        |
| معما            | سالومه ام‌سی                                         | ۱۳۹۷       | سالومه ام‌سی        |
| ۳               | سالومه ام‌سی                                         | ۱۳۹۸       | سالومه ام‌سی        |
| تنهایی پرهیاهو  | سالومه ام‌سی                                         | ۱۳۹۹       | سهیل               |
| شبتاب           | سالومه ام‌سی (با همراهی سؤال)                        | ۱۴۰۰       | سالومه ام‌سی        |

### موزیک ویدئوها
- داد بزن صدات برسه (۱۳۸۷)
- سبز شدیم در این خاک (۱۳۸۸)
- شاه مست و شیخ مست (۱۳۹۱)[۵۱]
- گناه وجود (۱۳۹۲)
- خلأ (۱۳۹۳)[۵۲]
- بهای رهایی (۱۳۹۳)[۵۳]
- مسافر: ویدئو (۱۳۹۵)[۵۴]
- رسوا (۱۳۹۵)[۵۵]
- پینه (۱۳۹۶)[۵۶]
- معما (۱۳۹۷)[۵۷]

## آثار صوتی/تصویری برگزیده
- کودکی گمشده (انیمیشن کوتاه) (۱۳۸۰)[۵۸]
- آکوئافوبیا (ویدئو/ساند آرت) (۱۳۹۱)[۵۹]
- حجب (ویدئو/ساند آرت) آرت (۱۳۹۲)[۶۰]
- دگرگیسی نقال (چیدمان عکس/ویدئو/صوت) (۱۳۹۲)[۶۱]
- تاو (مستند تجربی) (۱۳۹۳) "[۶۲]
- مسافر (مستند) (۱۳۹۵)[۶۳]